# Championnats du monde d'athlétisme jeunesse 2013
Navigation
2011 2015
Les 8es championnats du monde d'athlétisme jeunesse, ou cadets, se déroulent à Donetsk, en Ukraine, du 10 au 14 juillet 2013. Cette épreuve est réservée aux athlètes qui auront entre 16 et 17 ans l'année de l'épreuve, c'est-à-dire les athlètes nés en 1996 et 1997. Les compétitions se déroulent dans le RSK Olimpiski.

## Organisation

### Participants
À avril 2013, les inscriptions préliminaires à cette compétition rassemblent 1 542 athlètes représentant 174 fédérations.

### Mascotte
La mascotte de ces championnats est Ostap, un souslik d'Europe, un rongeur de la famille des écureuils. Selon une fable locale, un souslik creusant un trou à Donetsk, a remonté du charbon. Un paysan remarqua le charbon au sommet du terrier, ce qui conduisit à l'ouverture des premières mines de charbon de la région.

## Résultats

### Hommes
| Épreuves | Or                                                                                       | Argent                                                                             | Bronze                                                                    |
| --- | ---------------------------------------------------------------------------------------- | ---------------------------------------------------------------------------------- | ------------------------------------------------------------------------- |
| 100 m | Mo Youxue 10 s 35 (WYL)                                                                  | Ojie Edoburun 10 s 35 (PB)                                                         | Reynier Mena 10 s 37 (PB)                                                 |
| 200 m | Michael O'Hara 20 s 63 (WYL)                                                             | Vítor Hugo dos Santos 20 s 67 (PB)                                                 | Reynier Mena 20 s 79                                                      |
| 400 m | Martin Manley 45 s 89 (WYL)                                                              | Ryan Clark 46 s 46                                                                 | Alexander Lerionka Sampao 46 s 78 (PB)                                    |
| 800 m | Alfred Kipketer 1 min 48 s 01 (PB)                                                       | Konstantin Tolokonnikov 1 min 48 s 29 (PB)                                         | Kyle Langford 1 min 48 s 32 (PB)                                          |
| 1 500 m | Robert Biwott 3 min 36 s 77 (CR)                                                         | Tesfu Tewelde 3 min 42 s 14 (PB)                                                   | Titus Kipruto Kibiego 3 min 42 s 97                                       |
| 3 000 m | Yomif Kejelcha 7 min 53 s 56 (PB)                                                        | Vedic Kipkoech 7 min 55 s 60                                                       | Alexander Mutiso Munyao 7 min 56 s 86                                     |
| 110 m haies (91,4 cm) | Jaheel Hyde 13 s 13 (CR)                                                                 | Marlon Humphrey 13 s 24 (PB)                                                       | Lu Yang 13 s 33 (PB)                                                      |
| 400 m haies | Marvin Williams 50 s 39 (WYL)                                                            | Wang Yang 50 s 78                                                                  | Kenneth Selmon 51 s 30                                                    |
| 2 000 m steeple | Meresa Kahsay 5 min 19 s 99 (WYL)                                                        | Nicholas Kiptanui Bett 5 min 20 s 92 (PB)                                          | Justus Kipkorir Lagat 5 min 30 s 00 (PB)                                  |
| Relais suédois | Jamaïque Waseem Williams Michael O'Hara Okeen Williams Martin Manley 1 min 49 s 23 (WYL) | États-Unis Jaalen Jones Noah Lyles Taylor McLaughlin Ryan Clark 1 min 50 s 14 (SB) | Japon Daiki Oda Shunto Nagata Kakeru Yamaki Kaisei Yui 1 min 50 s 52 (PB) |
| 10 000 m marche | Toshikazu Yamanishi 41 min 53 s 80 (PB)                                                  | Maksim Krasnov 42 min 03 s 10 (PB)                                                 | Diego García 42 min 03 s 32 (PB)                                          |
| Saut en hauteur | Woo Sang-hyuk 2,20 m (PB)                                                                | Bai Jiaxu 2,18 m (PB)                                                              | Christoff Bryan 2,16 m                                                    |
| Saut à la perche | Harry Coppell 5,25 m (PB)                                                                | Huang Bokai 5,20 m (PB)                                                            | Lev Skorish 5,10 m (PB)                                                   |
| Saut en longueur | Anatoliy Ryapolov 7,79 m                                                                 | Fang Yaoqing 7,53 m                                                                | Isaiah Moore 7,53 m (PB)                                                  |
| Triple saut | Lázaro Martínez 16,63 m (=CR)                                                            | Fang Yaoqing 16,48 m (PB)                                                          | Dimitri Antonov 16,02 m                                                   |
| Lancer du poids (5 kg) | Patrick Müller 22,02 m (PB)                                                              | Henning Prüfer 21,94 m (PB)                                                        | Mohamed Magdi Hamza 20,58 m                                               |
| Lancer du disque (1,5 kg) | Matthew Denny 67,54 m (WYL)                                                              | Henning Prüfer 65,62 m                                                             | Cheng Yulong 62,80 m (PB)                                                 |
| Lancer du marteau (5 kg) | Matija Gregurić 79,38 m (PB)                                                             | Pavel Paliakou 79,02 m (PB)                                                        | Matthew Denny 78,67 m                                                     |
| Lancer du javelot (700 g) | Matija Muhar 78,84 m (PB)                                                                | Norbert Rivasz-Tóth 78,27 m                                                        | Pablo Bugallo 76,63 m                                                     |
| Octathlon | Karsten Warholm 6 451 pts (PB)                                                           | Feliks Shestopalov 6 260 pts (PB)                                                  | Jan Doležal 6 222 pts (PB)                                                |
| Records et Performances - AR : Record continental (area record) - CR : Record des championnats (championship record) - MR : Record du meeting (meet record) - NR : Record national (national record) - OR : Record olympique (olympic record) - PR : Record paralympique (paralympic record) - PB : Record personnel (personal best) - SB : Meilleure performance personnelle de la saison (season's best) - WL : Meilleure performance mondiale de l'année (world leader) - WJR : Record du monde junior (world junior record) - WR : Record du monde (world record) Circonstances et Conditions - DNF : N'a pas terminé (did not finish) - DNS : N'a pas pris le départ (did not start) - DQ : Disqualification (disqualification) - NM : Aucun essai valable enregistré (No Mark) - Q : Qualifié « directement » au prochain tour (ou à la prochaine compétition), lors d'une compétition majeure, grâce au classement ou à la réalisation des minima (automatic qualifier) - q : Qualifié au prochain tour (ou à la prochaine compétition), lors d'une compétition majeure, grâce au repêchage ou à la réalisation de l'une des meilleures performances parmi celles des « non qualifiés directement » (grâce au meilleur temps ou à la meilleure distance par exemple) (secondary qualifier) |                                                                                          |                                                                                    |                                                                           |

### Femmes
| Épreuves | Or                                                                               | Argent                                                                                               | Bronze                                                                               |
| --- | -------------------------------------------------------------------------------- | --- | ------------------------------------------------------------------------------------ |
| 100 m | Ky Westbrook 11 s 33 (PB)                                                        | Ariana Washington 11 s 40                                                                            | Ángela Tenorio 11 s 41                                                               |
| 200 m | Irene Ekelund 22 s 92 (CR)                                                       | Ángela Tenorio 23 s 13 (PB)                                                                          | Ariana Washington 23 s 20                                                            |
| 400 m | Sabrina Bakare 52 s 77 (PB)                                                      | Olivia Baker 53 s 38                                                                                 | Tiffany James 53 s 56                                                                |
| 800 m | Aníta Hinriksdóttir 2 min 01 s 13 (CR)                                           | Dureti Edao 2 min 03 s 25 (PB)                                                                       | Raevyn Rogers 2 min 03 s 32 (PB)                                                     |
| 1 500 m | Tigist Gashaw 4 min 14 s 25                                                      | Dawit Seyaum 4 min 15 s 51                                                                           | Alexa Efraimson 4 min 16 s 07                                                        |
| 3 000 m | Lilian Kasait Rengeruk 8 min 58 s 74 (WYL)                                       | Berhan Demiesa 9 min 0 s 06 (PB)                                                                     | Silenat Yismaw 9 min 1 s 63 (PB)                                                     |
| 100 m haies (76,2 cm) | Yanique Thompson 12 s 94 (PB)                                                    | Dior Hall 13 s 01 (PB)                                                                               | Mikiah Brisco 13 s 29 (PB)                                                           |
| 400 m haies | Helene Swanepoel 58 s 08 (WYL)                                                   | Tia-Adana Belle 58 s 42 (PB)                                                                         | Lisa-Marie Jacoby 58 s 75 (PB)                                                       |
| 2 000 m steeple | Rosefline Chepngetich 6 min 14 s 60                                              | Daisy Jepkemei 6 min 15 s 12 (PB)                                                                    | Weynshet Ansa 6 min 30 s 05                                                          |
| Relais suédois | États-Unis Dior Hall Ky Westbrook Raevyn Rogers Olivia Baker 2 min 05 s 15 (WYL) | Îles Vierges britanniques Taylor Hill (en) Nelda Huggins Jonel Lacey Tarika Moses 2 min 07 s 40 (PB) | Japon Mizuki Nakamura Nana Fujimori Seika Aoyama Nanako Matsumoto 2 min 07 s 61 (PB) |
| 5 000 m marche | Olga Shargina 22 min 13 s 91 (WYL)                                               | Momoko Mizota 22 min 42 s 77 (PB)                                                                    | Noemi Stella 22 min 48 s 95                                                          |
| Saut en longueur | Florentina Marincu 6,42 m                                                        | Keturah Orji 6,39 m (PB)                                                                             | Natalia Chacińska 6,22 m (PB)                                                        |
| Triple saut | Florentina Marincu 13,75 m (WYL)                                                 | Wang Rong 13,69 m                                                                                    | Keturah Orji 13,69 m (PB)                                                            |
| Saut en hauteur | Eleanor Patterson 1,88 m (PB)                                                    | Erika Furlani 1,82 m (PB)                                                                            | Rhizlane Siba Julia du Plessis 1,79 m                                                |
| Saut à la perche | Robeilys Peinado 4,25 m                                                          | Alena Lutkovskaya 4,15 m                                                                             | Krista Obižajeva 4,05 m                                                              |
| Lancer du poids (3 kg) | Emel Dereli 20,14 m (CR)                                                         | Alena Bugakova 18,60 m                                                                               | Ashlie Blake 17,57 m                                                                 |
| Lancer du disque (1 kg) | Xie Yuchen 56,34 m (CR)                                                          | Claudine Vita 52,59 m (PB)                                                                           | Liang Xinyun 51,50 m (PB)                                                            |
| Lancer du marteau (3 kg) | Réka Gyurátz 73,20 m (CR)                                                        | Helga Völgyi 71,95 m                                                                                 | Valeriia Semenkova 68,62 m (PB)                                                      |
| Lancer du javelot (500 g) | Mackenzie Little 61,47 m (CR)                                                    | Yulenmis Aguilar 59,94 m (PB)                                                                        | Anete Kocina 54,26 m                                                                 |
| Heptathlon | Celina Leffler 5 747 pts (WYB)                                                   | Emma Stenlöf 5 590 pts (PB)                                                                          | Louisa Grauvogel 5 581 pts                                                           |
| Records et Performances - AR : Record continental (area record) - CR : Record des championnats (championship record) - MR : Record du meeting (meet record) - NR : Record national (national record) - OR : Record olympique (olympic record) - PR : Record paralympique (paralympic record) - PB : Record personnel (personal best) - SB : Meilleure performance personnelle de la saison (season's best) - WL : Meilleure performance mondiale de l'année (world leader) - WJR : Record du monde junior (world junior record) - WR : Record du monde (world record) Circonstances et Conditions - DNF : N'a pas terminé (did not finish) - DNS : N'a pas pris le départ (did not start) - DQ : Disqualification (disqualification) - NM : Aucun essai valable enregistré (No Mark) - Q : Qualifié « directement » au prochain tour (ou à la prochaine compétition), lors d'une compétition majeure, grâce au classement ou à la réalisation des minima (automatic qualifier) - q : Qualifié au prochain tour (ou à la prochaine compétition), lors d'une compétition majeure, grâce au repêchage ou à la réalisation de l'une des meilleures performances parmi celles des « non qualifiés directement » (grâce au meilleur temps ou à la meilleure distance par exemple) (secondary qualifier) |                                                                                  | |                                                                                      |

## Tableau des médailles
| Rang | Nation                    | Or | Argent | Bronze | Total |
| ---- | ------------------------- | -- | ------ | ------ | ----- |
| 1    | Jamaïque                  | 6  | 0      | 2      | 8     |
| 2    | Kenya                     | 4  | 3      | 4      | 11    |
| 3    | Éthiopie                  | 3  | 3      | 2      | 8     |
| 4    | Australie                 | 3  | 0      | 1      | 4     |
| 5    | États-Unis                | 2  | 7      | 8      | 17    |
| 6    | Chine                     | 2  | 6      | 3      | 11    |
| 7    | Russie                    | 2  | 5      | 0      | 7     |
| 8    | Allemagne                 | 2  | 3      | 3      | 8     |
| 9    | Royaume-Uni               | 2  | 1      | 1      | 4     |
| 10   | Roumanie                  | 2  | 0      | 0      | 2     |
| 11   | Hongrie                   | 1  | 2      | 0      | 3     |
| 12   | Cuba                      | 1  | 1      | 2      | 4     |
| 12   | Japon                     | 1  | 1      | 2      | 4     |
| 14   | Suède                     | 1  | 1      | 0      | 2     |
| 15   | Afrique du Sud            | 1  | 0      | 1      | 2     |
| 16   | Croatie                   | 1  | 0      | 0      | 1     |
| 16   | Islande                   | 1  | 0      | 0      | 1     |
| 16   | Norvège                   | 1  | 0      | 0      | 1     |
| 16   | Slovénie                  | 1  | 0      | 0      | 1     |
| 16   | Corée du Sud              | 1  | 0      | 0      | 1     |
| 16   | Turquie                   | 1  | 0      | 0      | 1     |
| 16   | Venezuela                 | 1  | 0      | 0      | 1     |
| 23   | Équateur                  | 0  | 1      | 1      | 2     |
| 23   | Italie                    | 0  | 1      | 1      | 2     |
| 25   | Barbade                   | 0  | 1      | 0      | 1     |
| 25   | Biélorussie               | 0  | 1      | 0      | 1     |
| 25   | Brésil                    | 0  | 1      | 0      | 1     |
| 25   | Îles Vierges britanniques | 0  | 1      | 0      | 1     |
| 25   | Érythrée                  | 0  | 1      | 0      | 1     |
| 30   | Lettonie                  | 0  | 0      | 2      | 2     |
| 30   | Espagne                   | 0  | 0      | 2      | 2     |
| 32   | Tchéquie                  | 0  | 0      | 1      | 1     |
| 32   | Égypte                    | 0  | 0      | 1      | 1     |
| 32   | Israël                    | 0  | 0      | 1      | 1     |
| 32   | Maroc                     | 0  | 0      | 1      | 1     |
| 32   | Pologne                   | 0  | 0      | 1      | 1     |
| 32   | Ukraine                   | 0  | 0      | 1      | 1     |
|      | Total                     | 39 | 39     | 40     | 118   |